# Церковь Симеона и Анны (Сысерть)
Церковь Симеона и Анны (Церковь святых праведных Симеона Богоприимца и Анны Пророчицы) — православный храм в городе Сысерть.

## История
Церковь в Сысертском заводе была заложена в 1735 году по указу Василия Никитича Татищева. В 1773 году строительство было начато, но в 1774 году было прервано из-за того, что всё мужское население города было мобилизовано в ополчение для обороны города от нападения мятежного войска Емельяна Пугачёва. В 1777 году, после победы над Пугачёвым, строительство храма было возобновлено, и к 1788 году закончено.
В 1935 году церковь была закрыта, по решению местных властей. В августе 1936 года взрывом была уничтожена колокольня и купол храма.
С 1937 по 1991 года в здании храма располагался кинотеатр.
В 1991 году здание вернули церкви. Начались богослужения.

## Галерея

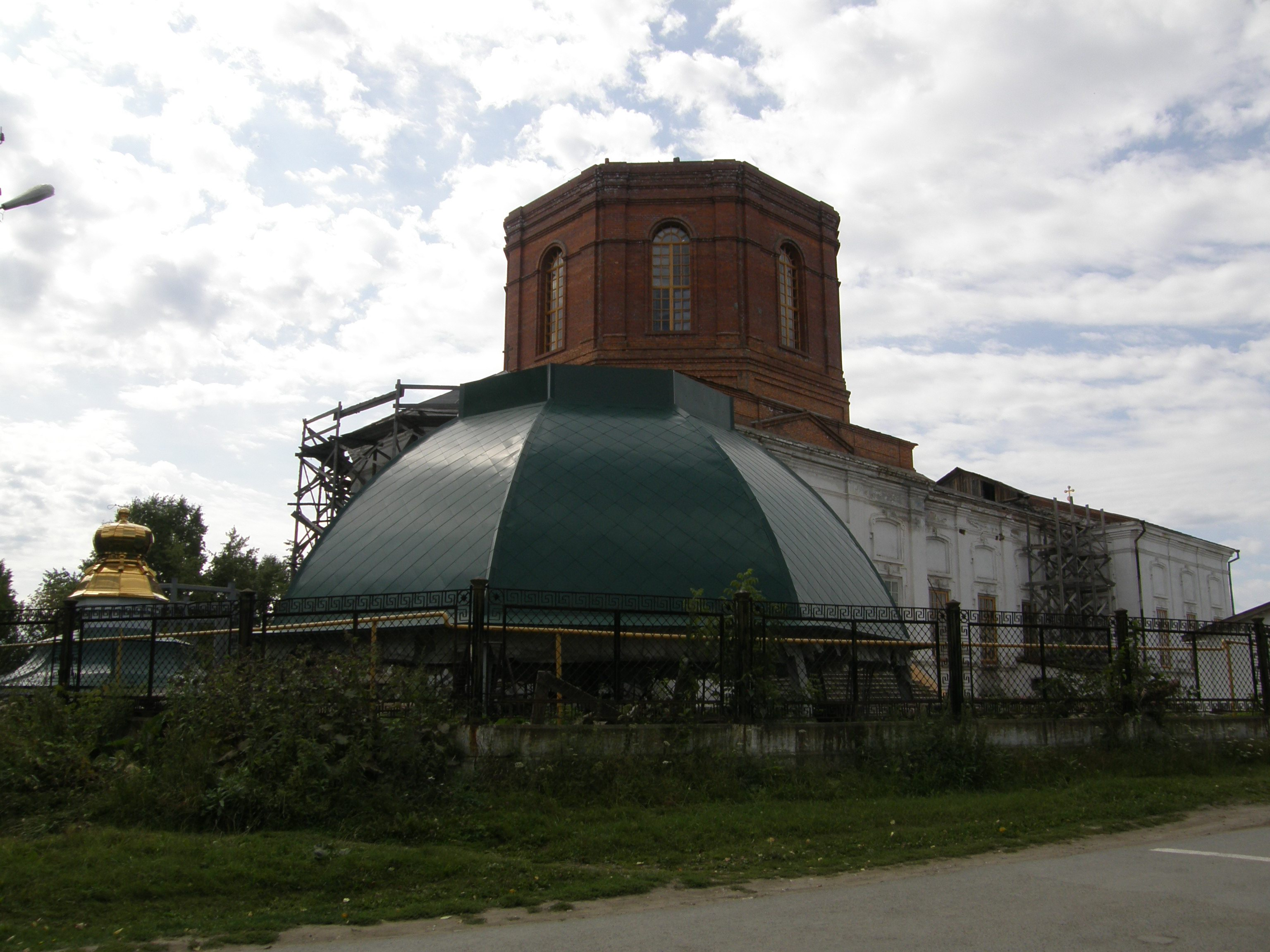
Реконструкция в 2009 году
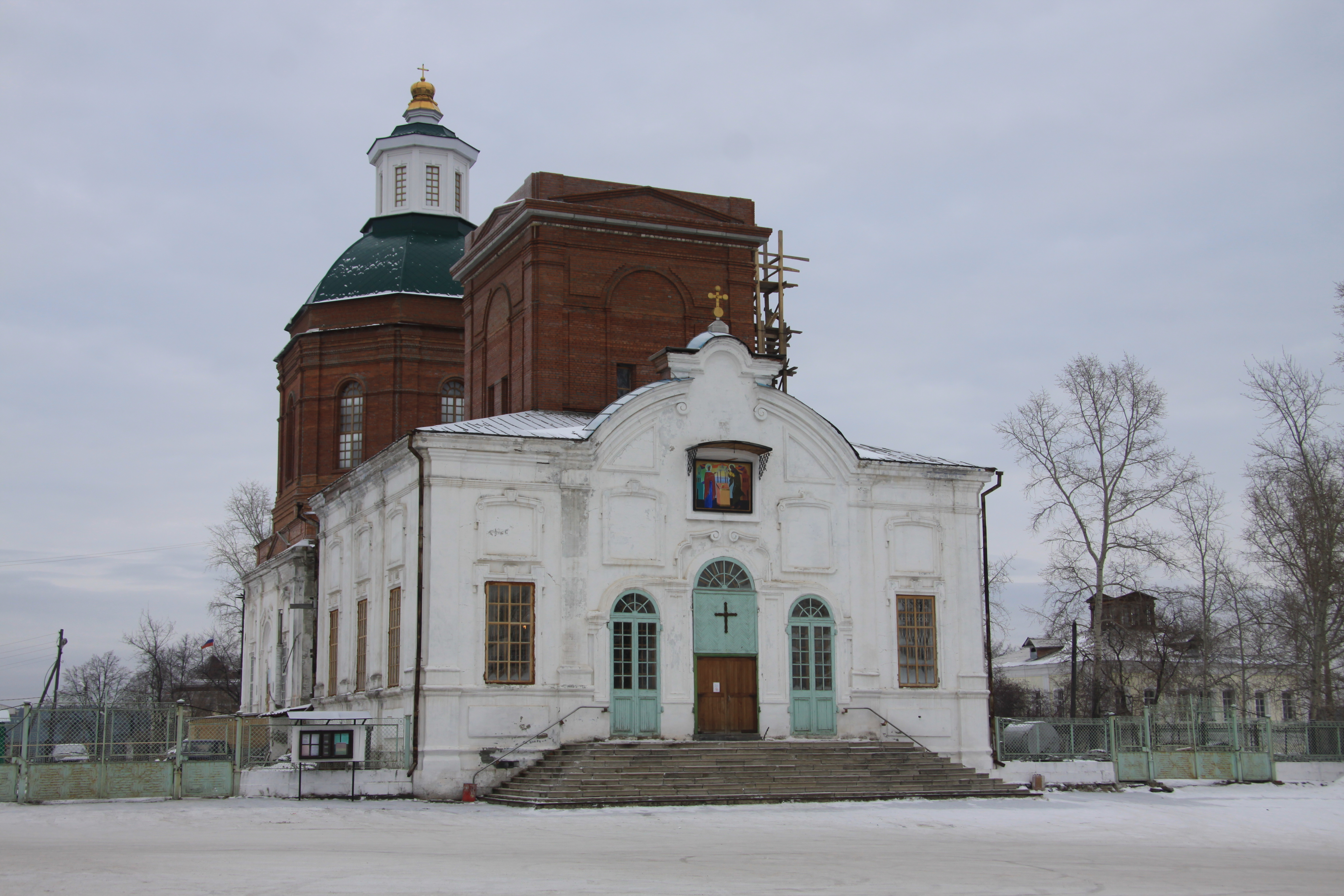
Реконструкция в 2011 году
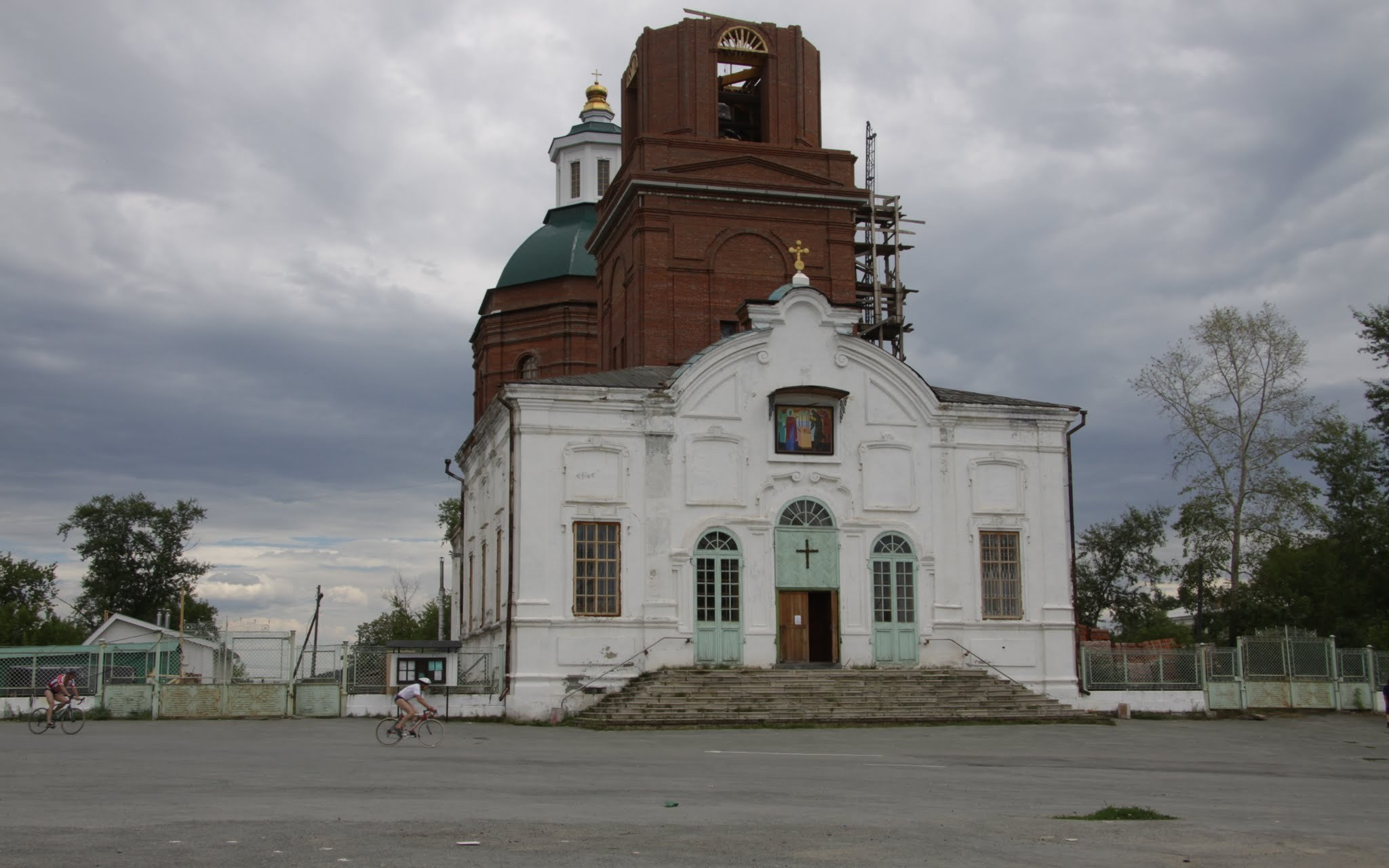
Реконструкция в 2012 году
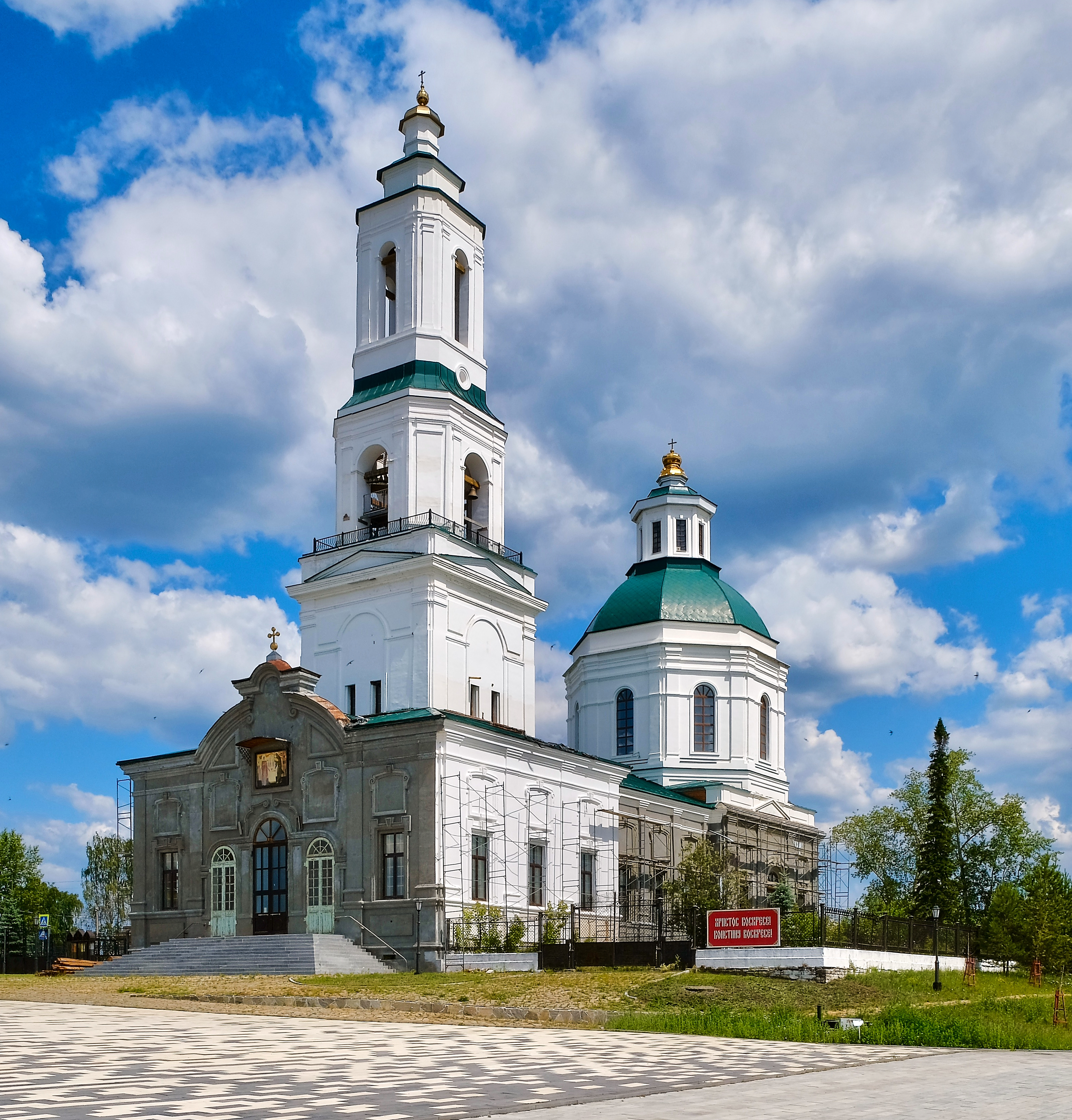
2023 год
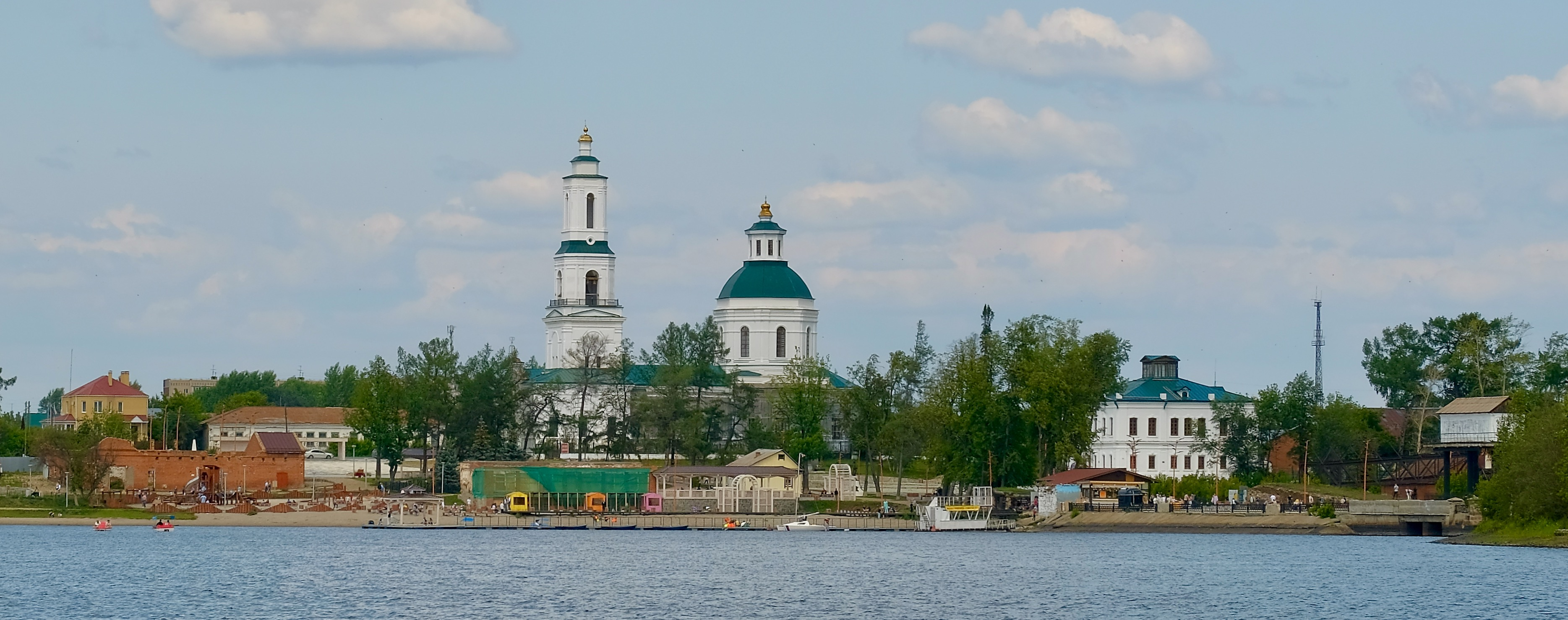
Вид с берега пруда
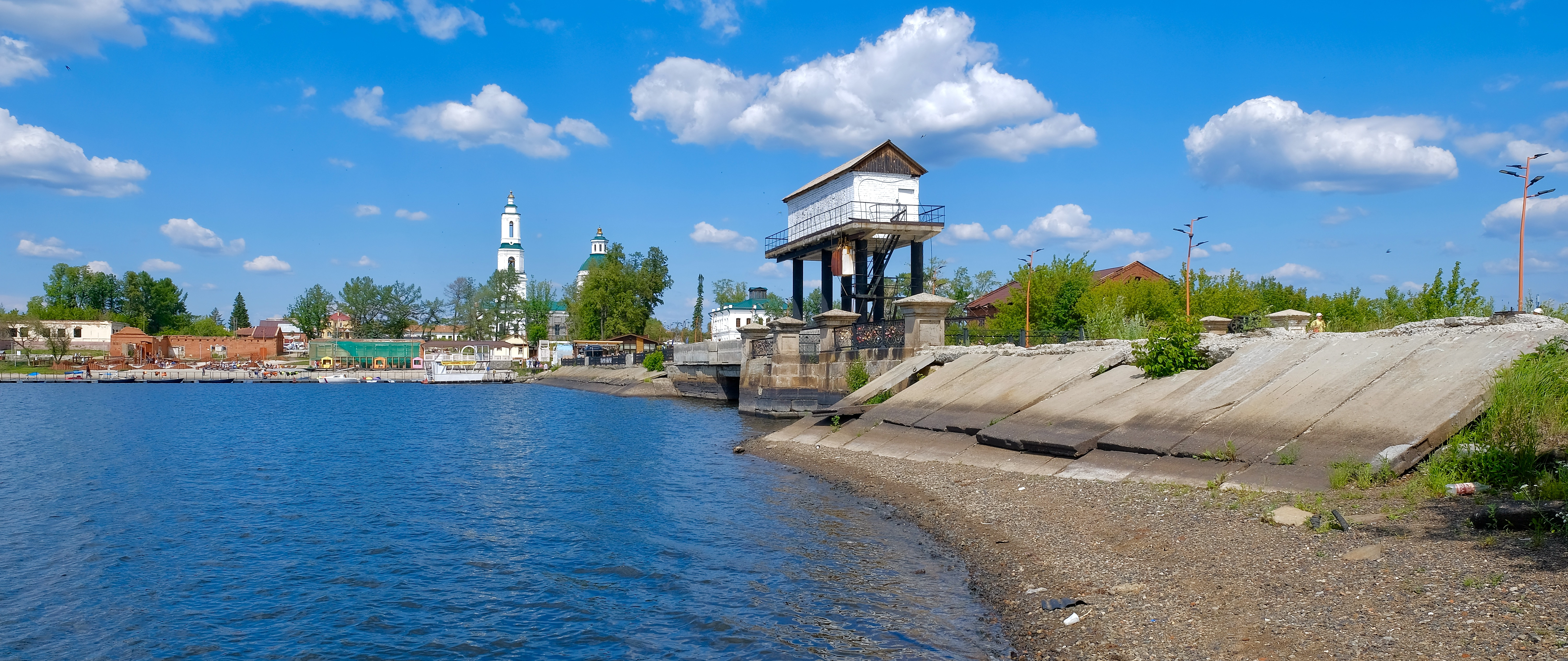
Вид от плотины пруда